# Géppisztoly

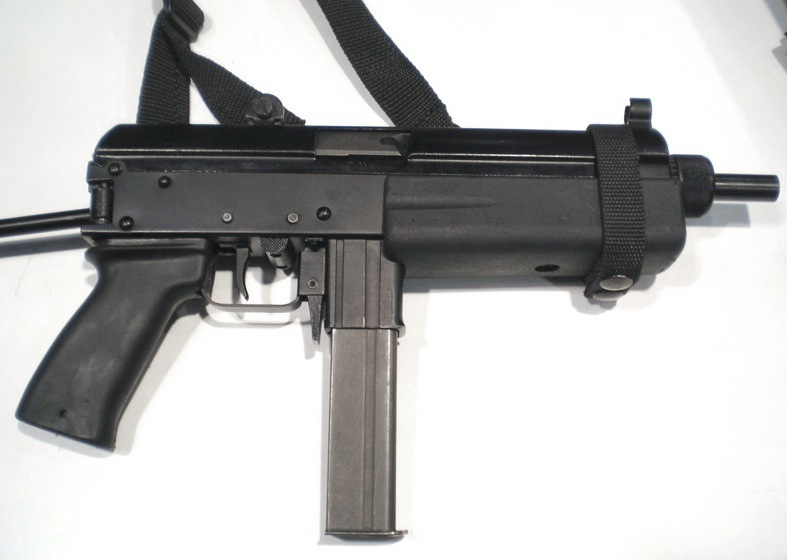
KGP-9 9 mm-es géppisztoly

A géppisztoly pisztolylőszert tüzelő, nagy tűzgyorsaságú, kis tömegű, egyes és sorozatlövések leadására alkalmas önműködő kézi lőfegyver. A nagy tűzgyorsaság elérése érdekében szabad hátrasiklású vagy késleltetett tömegzáras reteszelésű fegyverek. A lőszer kis tömege és csekély visszalökő ereje lehetővé teszi a csípőből és vállból való tüzelést egyaránt. Hatásos lőtávolságuk rendszerint 150–200 m, gyakorlati tűzgyorsaságuk 450–1500 lövés/perc közötti. A kisebb csőtorkolati energiát biztosító pisztolytöltények alkalmazása a géppisztoly esetében egyszerűbb zárszerkezetet eredményez és kisebb szerkezeti tömeget tesz lehetővé.
A géppisztoly koncepciója először az első világháborúban jelent meg mint az állásharc követelményeinek megfelelően kifejlesztett, rohamelhárító közelharc-fegyver. Elsősorban közelharcra, vagy önvédelemre szolgál. Főként tagolt terepen és városi harc során alkalmazható eredményesen, ahol a pontos célzott lövésnél fontosabb szempont a nagy tűzsűrűség biztosította, a hatásos tűzcsapás. Kis méreténél fogva ideálisan használható lövészpáncélos vagy egyéb páncélozott szállító harcjármű belsejéből, rendőri erők, terrorelhárító szolgálatok, személyi és vagyonvédelmet ellátó testületek számára.

## Története

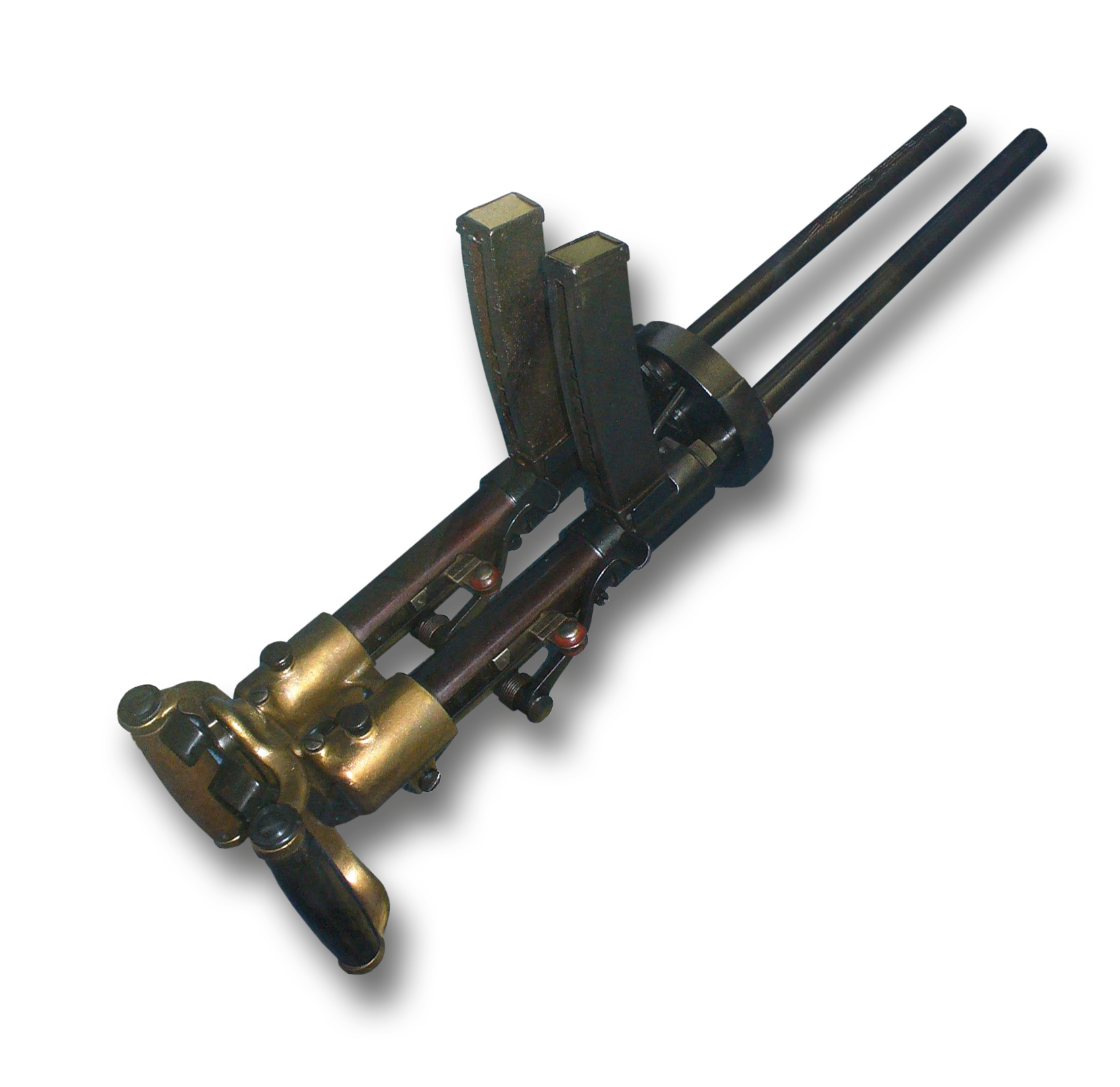
1915 M Villar Perosa

Az első géppisztolyt az első világháború idején fejlesztették ki, a fejlesztések közvetlen oka a harcászat megváltozása, a lőtávolság drasztikus csökkenése és a gyorsan mozgó tömegesen felbukkanó alakulatok elhárítását követelő helyiségharc. 
Egyesek szerint (lásd lent a hivatkozásokat): 
A legelső géppisztoly az olasz Abiel Bethel Revelli di Beaumont által tervezett Villar Perosa volt. A fegyver 9 × 19 mm Glisenti pisztolytöltényt tüzelt, a dupla csőhöz 25 darabos szekrénytár tartozott, csak sorozatlövést lehetett vele leadni és villaállványt is felszereltek rá. Az olasz fronton a fegyver sikeresnek bizonyult, így 1918-tól a Beretta gyár is elkezdte gyártani saját géppisztoly konstrukcióját, amit Tullio Marengoni szerkesztett. Ezt a típust az olasz hadsereg még a második világháborúban is használta. Az első világháborúban a géppisztolyok még nem álltak nagy mennyiségben rendelkezésre és nem is játszottak kiemelkedő szerepet, de a megszerzett tapasztalatok alapján egyre több hadsereg szerelte fel katonáit géppisztolyokkal.
Más nézetek és vélekedések szerint: 
Kevesen tudják, hogy ez a fegyver finn találmány. Aimo Lahti mérnök tervezte az 1920-as években, 1931-ben pedig már sorozatgyártásban készült a finn hadsereg számára. A folytatólagos háború idején, a második világháború alatt négyezer darab volt használatban, és nagyon hatékonynak bizonyult, olyannyira, hogy a szovjetek le is másolták. A második világháború egyik legsikeresebb fegyvereként tartják számon. 
Forrás: (M)ilyenek a finnek című kiállítás a Néprajzi Múzeumban. (2009–2010)

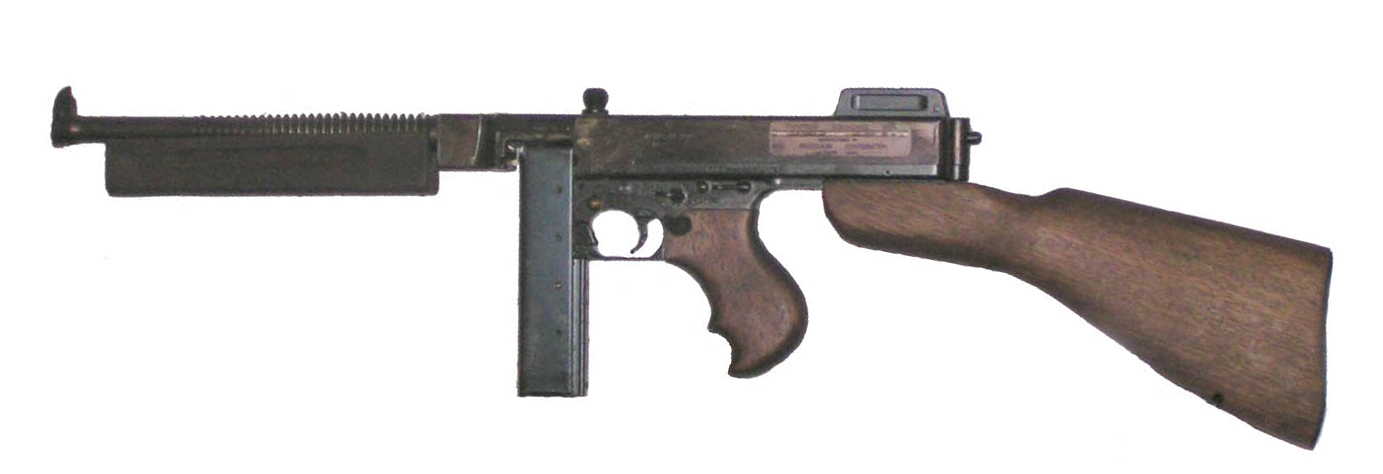
M1928 Thompson géppisztoly

A világháború végére számos géppisztoly konstrukció készült, de többségük lekéste a harci alkalmazást. A háború utáni évek legnépszerűbb géppisztolya, az amerikai hadsereg számára kifejlesztett Thompson-géppisztoly volt. Merev fa válltámasszal és elülső pisztolymarkolattal készült, függőleges szekrénytárból, vagy 50 töltényt tartalmazó csigatárból tüzelt, Thompson 1928-as típusként került a polgári forgalomba. A szesztilalom idején népszerű gengszter-fegyver volt, tommy-gun („Tommy-puska”) néven. Ebből a típusból 1 400 000 darabot készítettek, gyártása a második világháborúban szűnt meg. Az amerikai hadsereg mellett számos szövetséges ország is használta. Több darabot a mai napig használnak, számuk azonban folyamatosan csökken az alkatrészutánpótlás hiánya miatt.

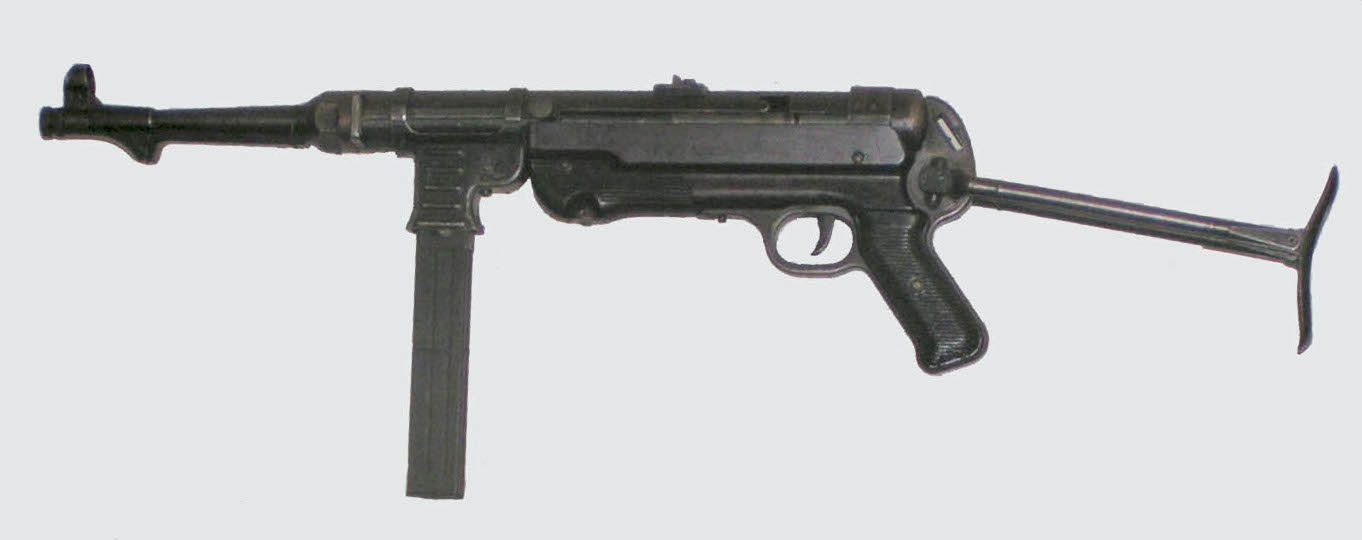
Német MP40-es géppisztoly

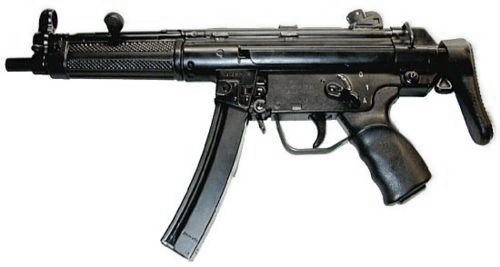
Heckler & Koch MP5-ös géppisztoly

A német haderő első géppisztolya a Bergman MP18 volt, 1918-ban már kis mennyiségben a fronton volt, de széles körű alkalmazása a háború elvesztése miatt akkor nem valósult meg. A fegyver csigatárból tüzelt, amit bal oldalon rögzítették. A náci Németország új hadseregének már alap fegyverei közé tartoztak az MP38 és MP40 géppisztolyok, amit gyakran (tévesen) Schmeissernek is neveztek. Ezek a típusok csak sorozatlövéseket tudtak leadni.
Az angolok első géppisztolya, a Lanchester, a német MP28 másolata volt. Nagy-Britannia a második világháború során a 9 mm-es STEN típust gyártotta, ami olcsó és könnyen gyártható megoldásnak bizonyult.
Számos géppisztolyt gyártottak 1920 óta, napjaink legnépszerűbb és legtöbbet használt típusa a német Heckler & Koch által tervezett MP5, amit először 1970-ben mutattak be. Kilenc különböző változatban gyártják, a legkisebb változata, az MP5K mindössze 325 mm hosszú és női katonák is gond nélkül használhatják, SD változatát pedig integrált hangtompítóval gyártják, különösen alkalmas rejtetten végrehajtó feladatokhoz.

## Működése
A géppisztolyok pisztolylőszer tüzelésére kifejlesztett fegyverek, a lövedék kis mérete és ereje miatt az elsütőszerkezet eltér a hagyományos puska, illetve köztes lőszert tüzelő fegyverektől. A legtöbb géppisztoly egyszerű tömegzáras rendszerű.
- Tömegzáras rendszer: Tüzeléskor a csőbe töltött lövedéket kizárólag a helyretoló rugó által előretolt zárszerkezet rögzíti. A reteszelő alkatrész nincs, csak a rugóerő, és a závárblokk tehetetlensége. A lőporgázok visszaható ereje hatására a hüvely a zárszerkezetet maga mögött tolva hátramozog (egyúttal a helyretoló rugó összenyomódik), és a hüvelykivetőnek ütközve - általában oldalra - kivetődik. (A zártest nagyon rövid ideig gyorsul, mozgási energiáját az alatt az idő alatt kapja, amíg a lövedék a csőben van, utána már csak a megszerzett lendület miatt mozog.) A závárblokk tömege késlelteti lövéskor a töltényűr nyitását és a hüvely kicsúszását, így a lövedék előbb hagyja el a csövet (és csökken le ekkor a csőben a nyomás), mint amennyi idő alatt hüvely veszélyes mértékben kicsúszhatna a töltényűrből. (Ha nem így lenne, a hüvely vékony fala, amelyet a töltényűr már nem támaszt meg, a nagy nyomás miatt szétrepedhetne.) A helyretoló rugó ezután állítja meg a zárat, majd előrefelé tolja azt, és a tárból egy újabb lőszerrel újra csőre tölti a fegyvert.
- A Király-géppisztolynak illetve variánsainak különleges félszabadon hátrasikló tömegzáras szerkezete van, ami komplikáltabb az egyszerű tömegzárnál, azonban a helyretolórugó gyengébb lehet, illetve kevéssé érzékeny annak kilágyulására.